# Lamprospilus canacha
Espèce
Lamprospilus canacha est une espèce d'insectes lépidoptères (papillons) appartenant à la famille des Lycaenidae, à la sous-famille des Theclinae et au genre Lamprospilus.

## Dénomination
Lamprospilus canacha a été décrit par William Chapman Hewitson en 1877, sous le nom initial de Thecla orcidia.
Synonyme : Ziegleria compendina Johnson, 1993.

## Écologie et distribution
Lamprospilus canacha est présent au Venezuela et en Colombie, sa présence n'est pas confirmée en Guyane,.

### Protection
Pas de statut de protection particulier.